# Campagna dell'esercito imperiale contro Enrico il Leone
La campagna dell'esercito imperiale del 1180-1181 fu una spedizione compiuta dall'imperatore Federico Barbarossa contro il suo potente e ribelle cugino Enrico il Leone, duca di Sassonia, Baviera, Vestfalia ed Angria, contro il potente. La campagna si concluse con la sottomissione di Enrico.

## Le cause
Nel 1176, l'imperatore perse la sua Italienzug nella battaglia di Legnano e fu costretto ad arrendersi al papa in una pace umiliante. Questo fatto lo mise contro Enrico il Leone, poiché quest'ultimo, impegnato nelle lotte contro gli Ascanidi, gli aveva precedentemente rifiutato l'aiuto di cui aveva bisogno, avendo chiesto in cambio la città di Goslar, cosa inaccettabile per l'imperatore.
Inoltre, in conseguenza alla sconfitta, l'imperatore aveva perso molta autorità, il che gli rendeva più difficile respingere i reclami dei signori sassoni contro il loro duca, come aveva fatto in passato. Per molti anni gli arcivescovi di Colonia, in alleanza con i margravi di Brandeburgo e i langravi di Turingia, si erano lamentati del comportamento autoritario di Enrico il Leone, ma l'imperatore si era sempre schierato dalla parte del Leone ed era anche intervenuto più volte nelle faide a suo favore, mediando la pace.
Dopo che Enrico il Leone aveva citato in giudizio i suoi avversari, doveva affrontare le nuove controaccuse mosse contro di lui dai suoi avversari in diverse diete a Worms, Magdeburgo, Kayna, Würzburg e infine Gelnhausen. Tuttavia, Enrico non si presentò a nessuno di questi processi, il che portò al suo bando a Gelnhausen nel 1180. Nel documento di Gelnhausen, egli fu privato di tutti i feudi imperiali e si decise di applicare questa espropriazione.

## Primi conflitti militari
Nel 1180 l'imperatore si assicurò per la prima volta Goslar. Ciò si rese necessario perché Enrico tentò di impadronirsi di questa base dopo la scadenza dell'armistizio. Il tentativo fallì, ed egli si limitò a devastare l'area circostante e poi invase la Turingia. Ludovico III di Turingia, che era presente, si precipitò ad inseguirlo ma non poté fare nulla. Le città imperiali di Nordhausen e Mühlhausen, tra le altre, furono bruciate da Enrico. Ne seguì una battaglia nei pressi di Weißensee, in cui gli impreparati avversari di Enrico furono sconfitti. Per tenere separate le forze avversarie, Enrico, come aveva fatto spesso in precedenza, indusse i suoi confederati slavi, i Lutici ei Pomeraniani, a fare incursioni nelle terre orientali dei suoi nemici, soprattutto nella marca di Lusazia. Alla fine dell'anno, il margravio della stirpe Ascanide Ottone I di Brandeburgo iniziò quindi una guerra contro i Pomeraniani, ed inflisse una netta sconfitta agli slavi.

## L'inizio della vera e propria campagna imperiale
Alla fine di giugno 1180, l'imperatore di Ratisbona aveva messo in ordine gli affari bavaresi. La Stiria e il margraviato dell'Istria degli Andechs furono separati dal ducato di Baviera. Il resto andò ai Wittelsbach, in particolare ad Ottone di Wittelsbach. In quel momento, con un potente esercito in cui erano coinvolti molti principi, si recò in Sassonia per eseguire la sentenza imperiale. Il castello pesantemente fortificato di Lichtenberg, 20 km a sud-ovest di Braunschweig, fu conquistato. In agosto, l'imperatore tenne una dieta nel palazzo imperiale di Werla, dove i sostenitori di Enrico ricevettero un ultimatum: se non si fossero separati da Enrico, loro e le loro famiglie avrebbero perso l'eredità. L'operazione ebbe successo: un certo numero di nobili si arrese. Vennero costruiti altri castelli e si scatenarono le devastazioni, cosicché un numero sempre maggiore di nobili si arrese all'imperatore.
Enrico cercò i quel momento di rendersi unico signore dei territori sulla riva destra dell'Elba, nei quali intervenne con decisione contro i sostenitori vacillanti, e, di conseguenza, confiscò terre e castelli del conte Adolfo di Holstein e del conte Bernardo I di Ratzeburg. Ratzeburg, Plön e Segeburg furono fortificati. Nel frattempo erano morti i suoi fedeli confederati Casimiro I di Pomerania e Pribislavo nel Meclemburgo. Gli rimasero quindi solo pochi luoghi fermamente nelle sue mani, come Braunschweig, Luneburgo e Haldensleben.

## La caduta del baluardo di Haldensleben
Nel 1181, l'arcivescovo Wichmann di Seeburg, insieme agli alleati, intervenne nuovamente contro Haldensleben, dato che da qui si erano verificate ripetute incursioni nei suoi territori. In realtà, avrebbe dovuto lasciare questa impresa all'imperatore, visto che in passato diversi attacchi contro questa roccaforte erano falliti. Per sottometterla, venne costruita una diga sull'Ohre e sul Beber, che allagò la città; questa si arrese, e agli occupanti fu permesso di andarsene insieme ai loro beni. Poi la fortezza fu distrutta.

## Sconfitta di Enrico
Gli sforzi di Enrico per ottenere aiuto dal suocero, Enrico II d'Inghilterra, fallirono poiché quest'ultimo cercava un'alleanza con il re Filippo Augusto di Francia, ed i due non osarono interferire nella disputa interna tedesca.
L'imperatore avanzò i quel momento verso nord con il suo esercito principale da Horneburg. Non si fermò alla conquista delle ultime fortezze, ma le fece assediare e presidiare da singoli principi, tra cui anche Braunschweig e Luneburgo, e in quest'ultima era presente la moglie di Enrico. Le aree circostanti, tuttavia, vennero devastate. Il vescovo Teodorico di Halberstadt eseguì con successo l'ordine di conquistare Blankenburg. Nel frattempo Enrico aveva fortificato fortemente Lubecca e si era affrettato a raggiungere l'Elba passando per Ratzeburg, ma quest'ultima fu poi persa a causa di un "colpo di stato" dai sostenitori del conte Bernardo che erano rimasti indietro. Enrico, infuriato, si preparò all'assedio, ma fu costretto a interromperlo dall'avvicinarsi dell'imperatore. Diede fuoco all'Ertheneburg e fuggì per nave a Stade. L'imperatore lasciò Luneburgo alla duchessa, liberando parte delle forze ivi schierate, e procedette contro Lubecca. L'imperatore ricevette nuovi alleati: soldati di Holstein, eserciti di slavi e il re danese Valdemaro I. Dopo aver ottenuto il permesso del duca, il popolo di Lubecca si arrese alle preponderanti ferze nemiche. Qui il duca Boghislao I, che fino ad allora era stato soggetto a Enrico, fu infeudato del ducato di Pomerania. Il tutto si concluse nel 1181 alla dieta di Erfurt, dove Enrico si sottomise.

## Conseguenze
Gran parte dei beni di Enrico gli furono sottratti. Gli fu permesso solo di mantenere Braunschweig e Luneburgo, nonché alcuni possedimenti allodiali e territoriali. Andò in esilio in Inghilterra per alcuni anni e tornò nel 1189 per riprendere a combattere per i suoi possedimenti.
L'ascanide Bernardo ricevette il titolo di duca di Sassonia e soprattutto la parte orientale della Sassonia, ma senza avvicinarsi al potere di Enrico. In seguito ebbe qualche problema a convincere i suoi principi, soprattutto quelli ecclesiastici, a rendergli omaggio, in quanto, nonostante tutto, Enrico aveva ancora più beni di Bernardo.
La Vestfalia ed Engern andarono, sotto la denominazione di ducato di Westfalia, all'arcidiocesi di Colonia, ovvero all'arcivescovo Filippo I di Heinsberg.
Lubecca ricevette ampie libertà in cambio della resa e fu elevata al rango di città imperiale, poiché l'imperatore voleva mantenere una potente città commerciale nel nord-est della Germania.
Il margraviato di Brandeburgo, sotto Ottone I, acquisì maggiore importanza da quel momento in poi nella lotta contro gli slavi dopo la caduta del principe più potente dell'area, Enrico il Leone.
Ludovico III di Turingia ricevette la contea palatina di Sassonia, ma vi rinunciò nel 1181 in favore di suo fratello Ermanno I.
Bernardo di Ratzeburg e Adolfo di Holstein riottennero le loro terre.
Altri feudi furono restituiti ai loro antichi signori o frammentati. L'imperatore voleva usare le divisioni per limitare il potere dei principi in futuro.
Il successo dell'imperatore accrebbe il suo prestigio, suggellato dalla pace di Costanza del 1183 in cui si riconciliò con la Lega Lombarda.